# Калаханга
Калаханга — река в России, протекает по территории Костомукшского городского округа Карелии. Устье реки находится в 12 км по левому берегу реки Ахкива. Длина реки — 14 км.

## Данные водного реестра
По данным государственного водного реестра России относится к Баренцево-Беломорскому бассейновому округу, водохозяйственный участок реки — Кемь от истока до Юшкозерского гидроузла, включая озёра Верхнее, Среднее и Нижнее Куйто. Речной бассейн реки — бассейны рек Кольского полуострова и Карелии, впадает в Белое море.
Код объекта в государственном водном реестре — 02020000812102000002956.